# Zodiack
Zodiack (ゾディアック?, Zodiakku) è un videogioco sparatutto esclusivo per arcade, sviluppato da Orca Corporation e pubblicato da Esco Trading nel 1983.

## Modalità di gioco
I livelli di Zodiack constano di tre ripetute fasi con una meccanica di gioco diversa, e in tutte il giocatore controlla e muove l'astronave da combattimento Zogram. La prima fase è a scorrimento verticale, dove nella quale la Zogram spara a nemici discendenti simili a frecce, sfere di metallo che a volte volano seguendo schemi confusi e grandi blocchi che si spargono in pezzi quando vengono colpiti. La seconda fase è invece a schermata fissa, dove la Zogram affronta una fortezza spaziale, la Goke, che deve essere distrutta sparando in tutte le otto Mitiohro (luci rosse) quando appaiono; la Goke per contrastare la Zogram manda gli Ahro, che possono venire eliminati bersagliandoli. E infine, nella terza fase, la Zogram deve cercare di atterrare sulla piattaforma di atterraggio per ottenere punti bonus (mancarla non fa guadagnare nessun punto). La partita finisce quando il giocatore avrà esaurito le vite a propria disposizione.